# Tollwutimpfstoff
Ein Tollwutimpfstoff (Syn. Tollwutvakzine) ist ein Impfstoff gegen das Tollwutvirus.

## Geschichte

Tollwut-freie Länder und Inseln (grün) im Jahr 2012, Fledermäuse ausgenommen

Die ersten Impfversuche mit ungeschwächten Tollwutviren hatte ab 1881 der französische Veterinär Pierre Victor Galtier vorgenommen. Louis Pasteur experimentierte ab 1884 an Hunden mit einem attenuierten Lebendimpfstoff, ab dem folgenden Jahr wurde er nach einer publikumswirksamen Demonstration an einem deutschen Patienten auch bei Menschen angewendet. Dieser Impfstoff wurde aus dem Nervengewebe infizierter Versuchstiere gewonnen. Ab 1907 wurden Tollwutviren für partiell Phenol-inaktivierte Tollwutimpfstoffe verwendet. Ab 1913 wurden vollständig Phenol-inaktivierte Tollwutimpfstoffe verwendet. Ab dem Jahr 1954 wurden die Tollwutimpfstoffe aus Gehirnen von infizierten Mäuseembryonen gewonnen. Da diese aus Nervengewebe gewonnenen Impfstoffe jedoch gelegentliche Nebenwirkungen wie eine Demyelinisation von peripheren und zentralen Nerven und Todesfälle besaßen, wurde die Herstellung ab 1957 auf nicht-neuronale Zellkulturen umgestellt. Ab 1965 wurden humane diploide Zelllinien zur Anzucht der Viren verwendet (englisch human diploid cell vaccine, HDCV). Im Jahr 1986 kamen weitere Produktionsmethoden wie die Anzucht auf embryonalen Hühnerzellen (englisch purified chick embryo cell, PCEC) oder auf Vero-Zellen hinzu. Seit der Jahrtausendwende wird auch an Impfstoffen auf mRNA-Basis geforscht, die bereits erste positive Ergebnisse liefern konnten.
Die orale Impfung von Füchsen mit dem attenuierten Impfstoff hat zu einer Eradikation des Tollwutvirus in weiten Teilen Europas geführt, da mit der Impfung der Haupt-Reservoirwirte des Tollwutvirus die Infektkette unterbrochen wurde.

## Tollwutimpfstoffe für den Menschen

### Eigenschaften
Die heute verwendeten Tollwutimpfstoffe sind inaktivierte Totimpfstoffe. Beim Menschen werden sie meistens nach einer Exposition mit dem Tollwutvirus verabreicht (Postexpositionsprophylaxe). Eine präventive Impfung mit Tollwutimpfstoffen ist weiterhin für Personen mit erhöhtem Risiko einer Exposition empfohlen, z. B. Tierärzte, Jäger, Forstpersonal u. a. Personen mit Umgang mit Tieren in Gebieten mit neu aufgetretener Wildtiertollwut, Personen mit beruflichem oder sonstigem engen Kontakt zu Fledermäusen, Laborpersonal mit Expositionsrisiko gegenüber Tollwutviren und Reisende in Regionen mit hoher Tollwutgefährdung.
Tollwutimpfstoffe befinden sich auf der Liste der unentbehrlichen Arzneimittel der Weltgesundheitsorganisation.

### Immunologie
Der Impfstoff wird im Zuge einer Postexpositionsprophylaxe meistens viermal innerhalb von vierzehn Tagen verabreicht. Daneben wird meistens eine passive Immunisierung durch Infusion von Anti-Tollwutvirus-Antikörpern durchgeführt. Nach einer vierfachen Impfung entstehen neutralisierende Antikörper gegen das G-Protein des Tollwutvirus. Ein Titer für neutralisierende Antikörper gegen das G-Protein von über 0,5 IU/ml vermittelt eine Immunität. In Einzelfällen sind nach Jahren noch neutralisierende Antikörper über 0,5 IU/ml messbar. Das Impfschema der WHO-Postexpositionsprophylaxe für die intramuskuläre Injektion sieht Impfungen an den Tagen 0, 3, 7, 14 und 30 vor. Für die verkürzte intramuskuläre Impfung werden dagegen zwei Impfungen an unterschiedlichen Körperstellen an Tag 0 durchgeführt, gefolgt von je einer Dosis an den Tagen 7 und 21. Die intradermale Injektion wird mit dem Impfschema 2-2-2-0-1-1 verabreicht, wobei 2 für zwei Dosen an unterschiedlichen Körperstellen kennzeichnet.

## Tollwutimpfstoffe für Tiere

### Haustiere
Tollwutimpfstoffe sind für nahezu alle Haussäugetiere verfügbar. Sie werden nur als Schutzimpfung eingesetzt und subkutan verabreicht. Die Anwendung zur Postexpositionsprophylaxe ist nicht zugelassen.
Die Verordnung (EU) Nr. 576/2013 erlaubt den Einsatz eines inaktivierten Impfstoffs mit einem Wirkungsgrad von mindestens einer Antigeneinheit je Dosis (WHO-Empfehlung) oder eines rekombinanten Impfstoffs, der das immunisierende Glykoprotein des Tollwutvirus in einem Lebendvirusvektor exprimiert. Impfungen sind für Hunde, Katzen und Frettchen nach dieser Verordnung sowohl im grenzüberschreitenden Verkehr innerhalb der EU als auch außerhalb der EU gesetzlich vorgeschrieben und müssen im EU-Heimtierausweis dokumentiert sein. Bei Aufenthalt in Staaten oder Durchreise durch solche, die weder der EU noch den EU-Staaten gleichgesetzten sogenannten Drittstaaten angehören, ist zudem eine Antikörper-Bestimmung im Serum in einem zugelassenen Labor notwendig, wobei ein Titer von mindestens 0,5 IE/ml vorhanden sein muss.

### Wildtiere

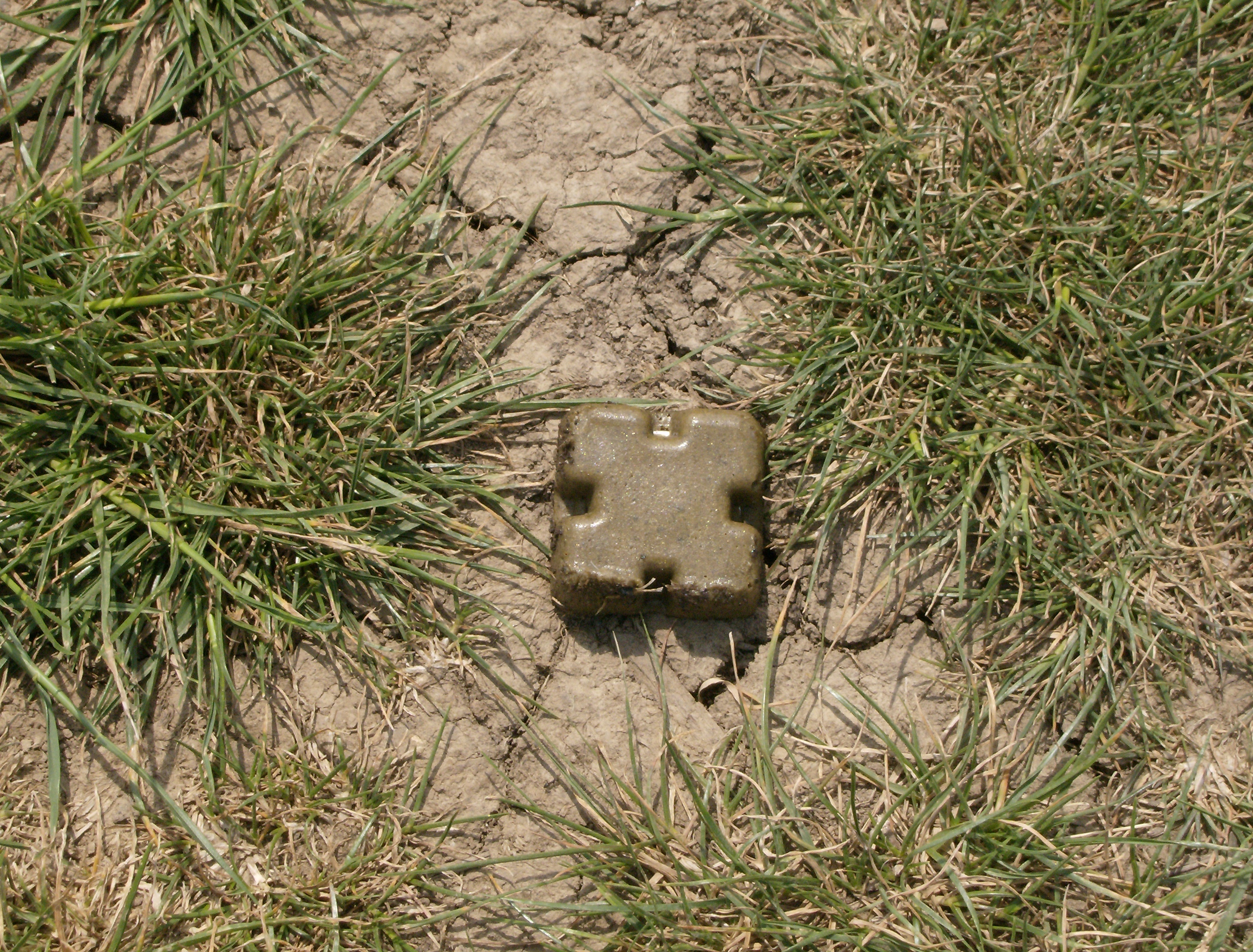
Ausgelegter Köder mit Tollwutimpfstoff

Für die Impfung von Füchsen werden in Köder verpackte Impfstoffe verwendet. Es gibt drei attenuierte Virusstämme sowie einen rekombinanten Impfstoff (Vakzinia-Rabies-Glykoprotein). Die attenuierten Lebendvakzinen leiten sich vom SAD-Virusstamm (Street Alabama Dufferin) ab, welcher 1935 aus einem an Tollwut erkrankten Hund in Alabama isoliert wurde. Der Impfstoff ist in einem Blister eingeschlossen, welcher in eine Ködermasse eingebettet ist. Durch Zerbeißen des Blisters tritt er mit den Gaumenmandeln in Kontakt, wodurch eine Immunreaktion ausgelöst wird. Unzerkaut geschluckte Köder sind unwirksam. Bis 1998 wurde den Ködern Tetracyclin beigesetzt, da sich dieses Antibiotikum einfach in Hartsubstanzen (Knochen, Zähne) nachweisen lässt. Tollwutköder wurden in Deutschland ab 1983 ausgelegt. Die Anwendung dieser Impfstoffe bei Haustieren ist verboten, sie würde bei Hunden auch keinen ausreichenden Impfschutz erzeugen.
Die Tollwutimpfstoffe für Füchse gelten als sehr sicher, aber nicht als vollständig ungefährlich (apathogen). Eine gewisse krankheitsauslösende Potenz ist bei Nagern vorhanden, obwohl bislang kein durch Köder infiziertes Nagetier aufgefunden wurde. Für den Menschen wird ein sehr geringes Restrisiko nicht ausgeschlossen, obwohl deren Anwendung bei Menschenaffen nie zu einer Tollwutinfektion führte. Wenn die Impfflüssigkeit mit Wunden oder Schleimhäuten in Kontakt kommt, wird daher eine Postexpositionsprophylaxe durchgeführt.

## Nebenwirkungen
Unerwünschte Arzneimittelwirkungen bei Tollwutimpfstoffen umfassen Schmerzen, Rötung und Schwellung an der Einstichstelle, gelegentlich auch Fieber, Magen-Darm-Beschwerden, Kopfschmerzen und allergische Reaktionen auf Bestandteile des Impfstoffs.

## Handelsnamen
Humanmedizin
HDC, Imovax, Rabies vero, Rabipur, Rabivac, TRC Verorab, RabAvert, Abhayrab, Speeda und Verorab.
Tiermedizin
Enduracell T, Nobivac T, Purevax Rabies, Rabisin, Rhabdomun, Vanguard R, Virbagen Tollwutimpfstoff

Darüber hinaus gibt es für Hunde und Katzen zahlreiche Kombinationsimpfstoffe mit Komponenten gegen andere Infektionskrankheiten.
Impfstoffe für Füchse
- Lebendvakzinen: Fuchsoral, Rabifox, Sanafox, SAG-2
- rekombinantes Vakzinia-Rabies-Glykoprotein: Raboral V-RG